# Keith Deller
Keith Kelvin Deller (Ipswich, 24 december 1959) is een voormalig Engelse darter, die de Embassy World Professional Darts Championship won in 1983.
Deller was jarenlang de jongste winnaar en de eerste qualifier die het toernooi op zijn naam wist te schrijven. Aan dit record kwam in 2006 een einde toen Jelle Klaasen op nog jongere leeftijd de wereldtitel pakte. 
Deller is nu werkzaam als manager van Adrian Lewis en heeft hem twee wereldtitels zien winnen.

## Gespeelde WK-finales
- 1983 Keith Deller - Eric Bristow 6 - 5 ('best of 11 sets')

## Resultaten op Wereldkampioenschappen

### BDO
- 1983: Winnaar (gewonnen in de finale van Eric Bristow met 6-5)
- 1984: Laatste 32 (verloren van Nicky Virachkul met 1-2)
- 1985: Kwartfinale (verloren van John Lowe met 2-4)
- 1986: Laatste 16 (verloren van Alan Glazier met 1-3)
- 1987: Laatste 32 (verloren van Brian Cairns met 0-3)
- 1988: Laatste 32 (verloren van John Lowe met 1-3)

### WDF
- 1983: Kwartfinale (verloren van Jocky Wilson met 2-4)

### PDC
- 1994: Laatste 24 (groepsfase)
- 1995: Laatste 24 (groepsfase)
- 1996: Kwartfinale (verloren van Phil Taylor met 0-4)
- 1997: Kwartfinale (verloren van Phil Taylor met 1-5)
- 1998: Halve finale (verloren van Dennis Priestley met 1-5)
- 1999: Laatste 32 (verloren van  Bob Anderson met 2-3)
- 2000: Laatste 16 (verloren van John Lowe met 2-3)
- 2001: Kwartfinale (verloren van Phil Taylor met 0-4)
- 2002: Laatste 32 (verloren van Rod Harrington met 3-4)
- 2003: Laatste 32 (verloren van Richie Burnett met 3-4)
- 2004: Laatste 16 (verloren van Peter Manley met 2-4)
- 2005: Laatste 48 (verloren van Wayne Jones met 1-3)

### WSDT (Senioren)
- 2022: Laatste 16 (verloren van Larry Butler met 2-3)
- 2023: Laatste 16 (verloren van Neil Duff met 0-3)
- 2024: Laatste 32 (verloren van Richie Burnett met 1-3)

## Resultaten op de World Matchplay

### PDC
- 1994: Laatste 16 (verloren van Jim Watkins met 16-18)
- 1995: Kwartfinale (verloren van John Lowe met 10-12)
- 1996: Laatste 32 (verloren van Sean Downs met 7-9)
- 1997: Laatste 32 (verloren van Kevin Spiolek met 4-8)
- 1998: Halve finale (verloren van Rod Harrington met 10-13)
- 1999: Laatste 32 (verloren van Bob Anderson met 10-12)
- 2000: Laatste 32 (verloren van John Lowe met 7-10)
- 2001: Laatste 32 (verloren van John Part met 4-10)
- 2002: Kwartfinale (verloren van Colin Lloyd met 6-16)
- 2003: Laatste 16 (verloren van Peter Manley met 11-13)
- 2004: Laatste 32 (verloren van Dennis Smith met 4-10)
- 2005: Laatste 32 (verloren van Terry Jenkins met 8-10)

### WSDT (Senioren)
- 2022: Laatste 20 (verloren van Colin McGarry met 3-8)